# Issikiella araguaiensis
Issikiella araguaiensis is een schorpioenvliegachtige uit de familie van de hangvliegen (Bittacidae). De wetenschappelijke naam van de soort is voor het eerst geldig gepubliceerd door Penny & Arias in 1983.
De soort komt voor in Brazilië.